# كيتوبيميدون
كينوبيميدون Ketobemidone وايضا نجد يعرف بالاسماء (Cliradon, Ketogan, Ketodur, Cymidon, Ketorax, &c.) هو مسكن أفيوني قوي. له فعالية مشابهة للمورفين. كما يتمتع بخصائص مضاهئة لل NMDA (وهو N ميثيل- D حمض الأسبارتيك أو الأسبارتات) يكشف عنها عن طريق مستقلبه نور كيتوبيميدون. وهذا ما يجعله مفيدا في تسكين بعض الآلام التي لا تستجيب للأفيونات الأخرى.

## التاريخ
تم تصنيعه كينوبيميدون لأول مرة في 1942 من قبل Eisleb وزملائه, في مختبر يعرف ب I.G. Farbenindustrie في هويشت إبان الحرب العالمية الثانية. ونشرت الدراسة الأولى منه في الإنسان في عام 1946،  وتم عرضه في الطب العلاجى بعد وقت قصير. لم يكن ضمن الاستخدام السريري في الولايات المتحدة عندما صدر قانون المواد الخاضعة للرقابة عام 1970 وتم تعيينه في الجدول الأول ACSCN في 9628. واعتبارا من عام 2013، تم تعيين حصص التصنيع السنوية من قبل إدارة مكافحة المخدرات.
إن 25ملغ من الكيتوبيميدون هيدروكلورايد تكافئ 60ملغ من المورفين هيدرو كلورايد أو سلفات، وبحدود 8ملغ من الكيتوبيميدون الحقني.

## الخواص الكيميائية
- كينوبيميدون Ketobemidone الاسم العلمي له 1-methyl-4-(3-hydroxyphenyl)-4-propionylpiperidine

وهو متوفر عادة باسم هيدروكلوريد، وهو مسحوق أبيض. يتم تصنيعه من قبل مؤلكل (3-ميثوكسي فينيل) أسيتونتريل مع بس (2-كلورو إيثيل) ميثيل، متبوعا بالتفاعل مع بروميد المغنيسيوم الإيثيلي، وأخيرا O-نزع الميثيل مع حمض هايدروبروميك.
- الصيغة الكيميائية: C15H21NO2

## الاستخدام الطبي
وأشارت التجارب على المدمنين السابقين أنه أكثر ادمانا من المخدرات الأخرى، وذلك في عام 1954 اتخذ مجلس الاقتصادي والاجتماعي قرارا يحث حكومات الدول على التوقف عن التصنيع والاستخدام للكينوبيميدون.
وكانت هذه النتيجة لا تتفق مع الملاحظات السريرية، واجريت دراسة أخرى في عام 1958 لم تثبت انه أكثر ادمانا من المورفين. لاحظت تلك الدراسة أنه في حين أن لجرعة المورفين النشوة هي نفسها التي تعطى لتسكن الألم، للكينوبيميدون وكانت جرعة المسكن أقل بكثير من الجرعة المنشطة
يتم استخدامه لجميع أنواع الآلام الحادة، مثل ما بعد الجراحة، السرطان، حصى الكلى و الكسور.